# Josef Niemeyer
Josef Niemeyer (* 27. Mai 1903 in Riesenbeck, Kreis Tecklenburg; † 13. Januar 1978) war ein deutscher Jurist und Richter am Bundesverwaltungsgericht.

## Leben
Niemeyer promovierte 1927 an der Universität Erlangen bei Emil Sehling. Er arbeitete als Oberregierungsrat bei der Oberfinanzdirektion Münster, bis er 1953 zum Richter am Bundesdisziplinarhof ernannt wurde. Hier stieg er 1958 zum Senatspräsidenten auf. Im Jahre 1967 wechselte er als Senatspräsident zum Bundesverwaltungsgericht, wo er bis zu seinem Eintritt in den Ruhestand 1971 dem 3. Disziplinarsenat vorsaß. Aus diesem Anlass wurde er mit dem Großen Verdienstkreuz der Bundesrepublik Deutschland geehrt.